# Kuzköy, Devrekani
Kuzköy là một xã thuộc huyện Devrekani, tỉnh Kastamonu, Thổ Nhĩ Kỳ. Dân số thời điểm năm 2008 là 241 người.